# Hymenophyllum floribundum
Hymenophyllum floribundum là một loài dương xỉ trong họ Hymenophyllaceae. Loài này được Kunth mô tả khoa học đầu tiên năm 1815.
Danh pháp khoa học của loài này chưa được làm sáng tỏ. 